# Прапор Косівського району
Пра́пор Ко́сівського райо́ну є офіційним символом району, чинний варіант якого затверджено рішенням Косівської районної ради від 8 квітня 2011 року № 93-4/2011
Автор проекту — художник Андрейканіч А. І.

## Опис
Прапор являє собою прямокутне полотнище розділене на три рівних частини (синього, жовтого і зеленого кольору). Співвідношення висоти до довжини 1:2.
Порядок розташування горизонтальних смуг — згори до низу синього, жовтого, зеленого кольорів. У лівому верхньому куті полотнища розміщено герб району.
Присутність на прапорі Косівського району синього та жовтого кольорів символізує належність Косівського району до Української держави, а зеленого кольору, як одного зі складових кольорів герба району.